# Peter Jackson
Sir Peter Robert Jackson (Pukerua Bay, 31 ottobre 1961) è un regista, sceneggiatore e produttore cinematografico neozelandese, marito della sceneggiatrice e produttrice Fran Walsh, con la quale collabora sin dal 1989. Nella sua carriera ha collezionato 9 candidature all'Oscar, di cui 3 vittorie per il film Il Signore degli Anelli - Il ritorno del re.
La sua opera più conosciuta è la trasposizione cinematografica de Il Signore degli Anelli di J. R. R. Tolkien, divisa in una trilogia, ed è tra i maggiori incassi nella storia del cinema. Nel 2005 ha diretto il film King Kong, remake dell'omonimo film del 1933. Nel corso degli anni ha prodotto diversi altri film, tra cui District 9, Le avventure di Tintin - Il segreto dell'Unicorno e la trasposizione cinematografica de Lo Hobbit di J. R. R. Tolkien. Quest'ultima saga, strutturata come trilogia, è il prequel de Il Signore degli Anelli, di cui Jackson è stato anche regista e sceneggiatore.
L'8 dicembre 2014 il suo nome è stato inserito nella Hollywood Walk of Fame di Boulevard. Il 1º gennaio 2010 è stato inserito nella New Year Honors' List neozelandese ed è quindi insignito del titolo di Cavaliere ("Sir") dalla regina Elisabetta II, capo di Stato della Nuova Zelanda in quanto reame del Commonwealth, per «aver prestato i suoi servigi al cinema».

## Biografia
Jackson nasce nella notte di Halloween del 1961 e cresce a Pukerua Bay, una città costiera vicino a Wellington. I suoi genitori sono entrambi immigrati dall'Inghilterra. All'età di otto anni comincia a girare dei piccoli cortometraggi con gli amici, mentre a 17 anni abbandona il Kapiti College per intraprendere la carriera di fotografo. In questo periodo dirige e realizza il suo primo cortometraggio, The Valley, che successivamente verrà ampliato in un film. Sempre in quel periodo, inoltre, concepisce una parodia di James Bond chiamata Coldfinger.

### Gli inizi e i filmsplatter

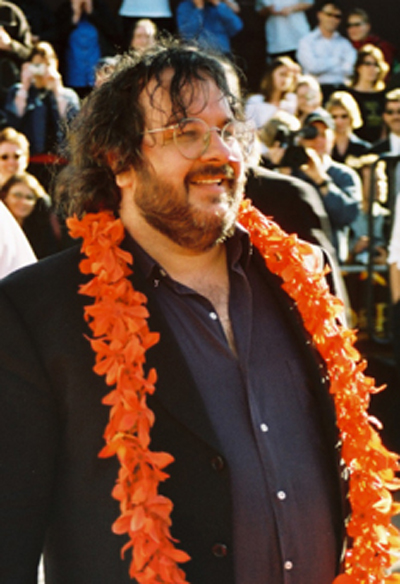
Peter Jackson alla prima de Il Signore degli Anelli - Il ritorno del re (2003)

Jackson diventò celebre in tutto il mondo per due film splatter-demenziali: Fuori di testa (Bad Taste), il suo esordio, girato con una macchina da presa 16 mm, autoprodotto e nel quale interpreta ben due ruoli (Derek e Robert), e Splatters - Gli schizzacervelli (Braindead), considerato l'unico film splatter estremo degli anni novanta. Tra i due film, divenuti in seguito cult per gli amanti del genere, diresse anche un film di pupazzi e burattini, Meet the Feebles, in cui il regista ironizza sul mondo dello spettacolo e su vari altri argomenti attraverso animali antropomorfi.
A Splatters seguirono due film in cui l'indole beffarda e iconoclasta del regista si attenuò: Creature del cielo, che racconta l'epilogo tragico dell'amicizia tra due ragazze (basato su una storia realmente accaduta) e Forgotten Silver goliardico mockumentary sulla vita di un fittizio regista cinematografico in cui lo stesso Jackson figura come attore nei panni di se stesso. Nel 1995 gira Sospesi nel tempo, commedia di fantasmi con protagonista Michael J. Fox.

### Il Signore degli Anelli(2000-2003)
Già in tenera età, Jackson ebbe modo di apprezzare il romanzo de Il Signore degli Anelli dopo aver guardato la versione cinematografica animata del 1978 di Ralph Bakshi. Il film entusiasmò il regista al punto da spingerlo a leggere diverse parti del romanzo durante un viaggio di dodici ore da Wellington a Auckland all'età di diciassette anni.
Dopo il rifiuto della Universal Studios di produrre il remake di King Kong, il regista iniziò a pensare a un possibile adattamento cinematografico del romanzo di Tolkien. Jackson e sua moglie Fran Walsh scrissero la sceneggiatura, che in seguito fu rimaneggiata con l'aiuto di nuovi sceneggiatori coinvolti nel progetto. La casa di produzione Miramax Films esortò Jackson a dirigere l'adattamento in un unico film, ma il regista insistette per girarlo in due segmenti. Quando la produzione del film andò oltre i limiti di budget, la New Line Cinema ampliò la trasposizione del libro da due a tre film per rispettare meglio i tempi della saga di Tolkien. I tre film vennero girati contemporaneamente in diversi set sparsi in Nuova Zelanda. Essi sono caratterizzati da un ampio utilizzo di effetti speciali innovativi, modellini e diorama, sviluppati interamente dalla Weta Digital e dalla Weta Workshop, società cinematografiche fondate da Peter Jackson stesso. Il primo film della trilogia de Il Signore degli Anelli, La Compagnia dell'Anello, fu un enorme successo e garantì a Jackson grande fama internazionale. I due successivi capitoli (Le due torri e Il ritorno del re) ottennero ancora più successo. L'ultimo film incassò un miliardo di dollari in tutto il mondo, classificandosi al secondo posto fra i maggiori incassi nella storia del cinema dell'epoca e ottenendo numerosi riconoscimenti, fra i quali undici statuette ai premi Oscar 2004. Grazie al lungometraggio, Jackson ricevette l'Oscar al miglior regista di quell'anno. La trilogia, inoltre, ha ricevuto ampi consensi riguardo al cast e agli innovativi effetti speciali digitali.
(Steven Spielberg alla cerimonia degli Oscar del 29 febbraio 2004 annunciando l'undicesimo e ultimo Oscar a Il Signore degli Anelli - Il ritorno del re)

### DaKing KongadAmabili Resti(2005-2009)
Jackson, fin da piccolo, aveva una grande passione per il cinema. Il suo film preferito era King Kong, ed era intenzionato a riportare il personaggio al cinema con un remake. Il desiderio inizia a concretizzarsi nel 1996, ma il progetto, che era entrato in pre-produzione, venne annullato dopo circa 6-7 mesi. Dopo il successo ottenuto con la trilogia de Il Signore degli Anelli, Jackson venne contattato per King Kong già durante le riprese de Le due torri. A Jackson furono offerti circa $20 milioni per dirigere il film, l'offerta più alta mai fatta a un regista cinematografico. Dopo due anni dall'ultimo capitolo della trilogia, il film si rivela un grande successo e incassa nelle sale di tutto il mondo una somma complessiva di circa 550 milioni di dollari contro il budget di 207 milioni. La pellicola, inoltre, riceve anche ottimi consensi da parte della critica e ottiene numerosi riconoscimenti, tra cui tre premi Oscar nell'edizione del 2006.
Dopo due anni dall'uscita di King Kong, dirige insieme a Neill Blomkamp Crossing the Line, un cortometraggio che narra una scena di battaglia aerea vista dalla cabina di un aereo militare comandato da un pilota e soldato alle prime armi.
Nel 2007, a Jackson viene offerta la regia di Amabili resti, basato sull'omonimo libro di Alice Sebold. Jackson acquistò i diritti cinematografici del romanzo, in maniera da ideare un film indipendente, e iniziò la stesura dello script insieme a sua moglie. Il film uscì il 12 febbraio 2010, riscuotendo critiche contrastanti e un discreto incasso al botteghino.

### Lo Hobbite produzioni varie

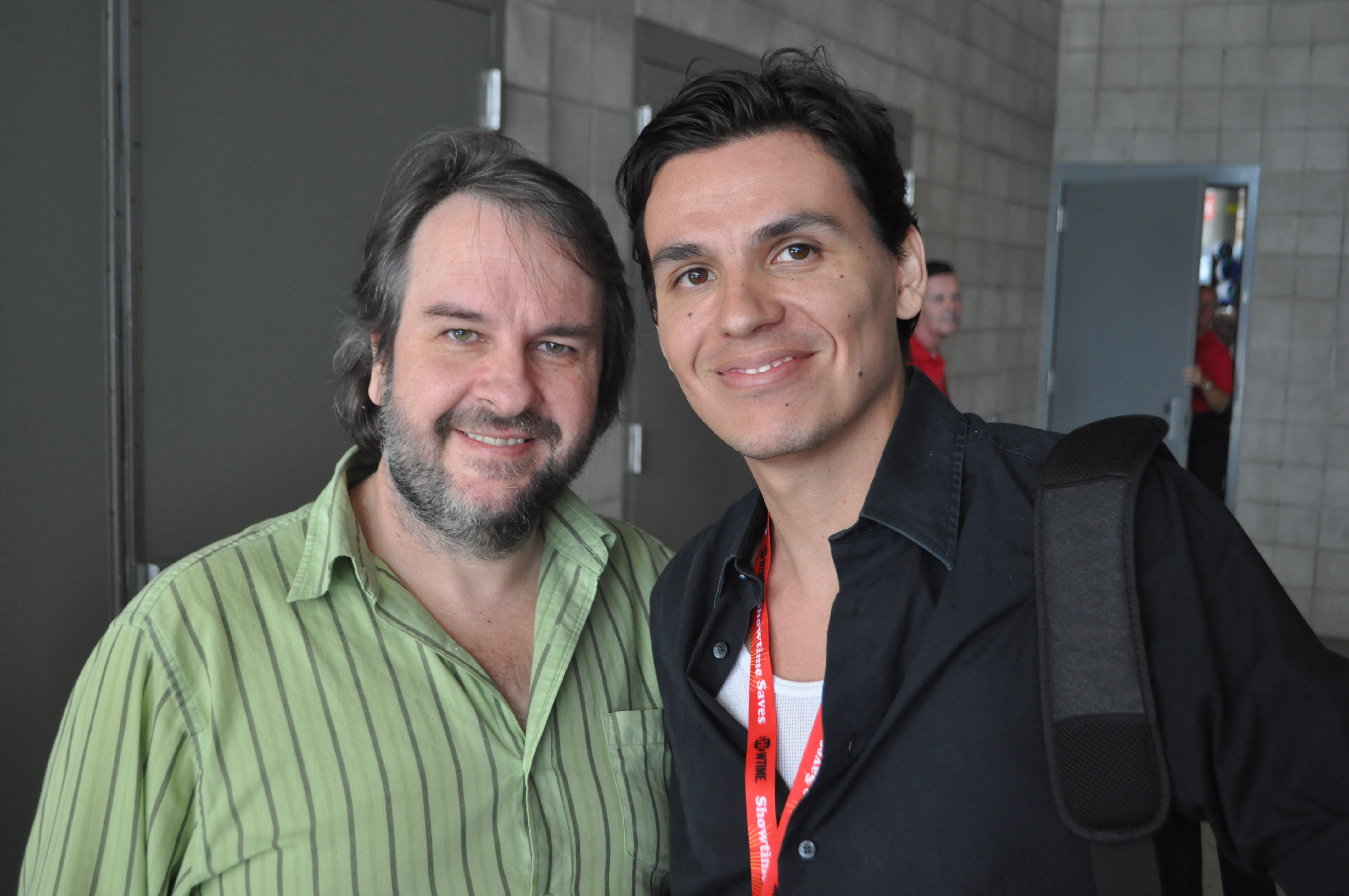
Peter Jackson con Andres Useche nel 2008

Jackson è stato impegnato nella produzione del film Le avventure di Tintin - Il segreto dell'Unicorno, film diretto da Steven Spielberg, di cui dirigerà il possibile sequel. Jackson avrebbe dovuto anche produrre un film tratto dal videogioco Halo. Dopodiché il regista ha deciso di produrre il remake di  The Dam Busters (1955) e il film District 9 per la regia di Neill Blomkamp, quest'ultimo uscito nel 2009.
Peter Jackson era considerato il primo candidato alla regia dei due film tratti da Lo Hobbit, ma dopo aver avviato una causa legale contro la New Line, la casa di produzione decise di optare per un nuovo regista. Successivamente, Jackson venne assunto in qualità di co-produttore. In seguito alla rinuncia di Guillermo del Toro come regista, Jackson ha accettato di dirigere i tre film tratti dal racconto di J. R. R. Tolkien usciti rispettivamente nell'ultimo mese del 2012, del 2013 e del 2014.

## Vita privata
Nel 1987 Jackson ha sposato Fran Walsh, che diverrà presto sua stretta collaboratrice in tutti i film da Meet the Feebles (1989) in avanti, e dalla quale ha avuto due figli: Billy (1995) e Katie (1996). La madre di Jackson, Joan, morì tre giorni prima dell'uscita del primo film della trilogia tratta dai romanzi di Tolkien e, per onorarla, il regista propose una proiezione speciale del film dopo il funerale. Dopo l'ultimo film della trilogia, Jackson perse in breve tempo molti chili, tanto da diventare irriconoscibile. Egli stesso rivelò successivamente in un'intervista di aver iniziato una dieta mangiando yogurt e müsli, al posto degli hamburger.
Jackson ha dato in beneficenza NZ$ 500.000 per la ricerca sulle cellule staminali. Ha anche comprato una chiesa nel sobborgo di Seatoun Wellington per circa 10 milioni di dollari, salvandola così dalla demolizione.
Secondo la nota rivista Forbes Jackson avrebbe un patrimonio di 1,5 miliardi di dollari.

## Stile
Jackson è un regista perfezionista e attento al dettaglio, famoso per la maniacale preparazione e documentazione riguardo ai film che si accinge a dirigere oltre che amante dell'innovazione cinematografica, tanto da essere riuscito con il tempo a sviluppare un proprio stile registico riconoscibile e molto amato dai fan di tutto il mondo. I suoi primi film si caratterizzavano per una forte componente comico-satirica, una natura iconoclastica e un senso dell'umorismo estremamente macabro (molto spesso vicino allo humor nero) pur mantenendo un'atmosfera di generale giocosità al limite del fiabesco, caratteristica quest'ultima che si può, in parte, ritrovare anche nei suoi film più recenti.
Nell'ambiente cinematografico si è contraddistinto per l'abitudine di girare molte scene da diversi punti di vista, tanto da trascorrere giornate di riprese in una singola scena, così da poter avere più possibilità di scelta durante le operazioni di montaggio ed editing della pellicola. Questo è evidente nel suo lavoro dove anche scene con semplici dialoghi fra personaggi spesso dispongono di una vasta gamma di molteplici angolazioni e primi piani sui volti degli attori creati utilizzando obiettivi grandangolari. Diversi, inoltre, sono i marchi di fabbrica nel suo stile registico: lunghi piani-sequenza che vedono gli attori spostarsi in più ambienti, carrellate, zoommate violente sui volti o sui particolari di alcuni attori.
La filmografia del regista neozelandese è legata, come già detto, alla costante collaborazione con la moglie Fran Walsh, che ha co-sceneggiato e co-prodotto quasi tutti i suoi film, ma anche ad altre abituali collaborazioni come quelle con il direttore della fotografia Andrew Lesnie, il montatore Jamie Selkirk, il tecnico degli effetti speciali Joe Letteri e lo scenografo Grant Major assieme ai quali ha spesso lavorato. Inoltre Jackson è un regista profondamente legato alla sua terra d'origine, la Nuova Zelanda, tanto da aver più volte nella sua carriera chiesto od imposto alle produzioni straniere per le quali lavorava di poter girare i propri film nel suo paese natale.
Amante del fantastico e del fantasy, i suoi film più recenti, molto spesso agevolati anche dai grandi budget messi a disposizione dalle case di produzione, si distinguono per la lunga progettazione durante la pre-produzione, l'ampio uso di effetti speciali o computer grafica all'avanguardia, modellini e diorama innovativi (per il cui utilizzo e sviluppo specifico il regista, assieme a Richard Taylor e altri, ha fondato delle proprie aziende indipendenti: la Weta Workshop, la quale si occupa di fornire il materiale di scena, e la Weta Digital, che si occupa invece degli effetti digitali), oltre che per la cura profonda infusa nella preparazione e nella realizzazione delle scenografie, dei set in interni, del trucco e dei costumi utilizzati. Molti suoi film (vedi quelli ambientati nella Terra di Mezzo o King Kong) si sono inoltre fatti notare per le orchestrate e accurate battaglie (con un gran numero di comparse utilizzate) e i combattimenti messi in scena: molto coreografati e altamente spettacolari, tanto da somigliare quasi a una danza.
In molti suoi film Jackson partecipa come attore oppure facendo un veloce cameo, come amava fare anche Alfred Hitchcock. Altra curiosità su di lui è il fatto che durante la lavorazione de Il Signore degli Anelli, Jackson era famoso per indossare sempre pantaloncini e andare in giro a piedi nudi, anche se alla maggior parte degli addetti ai lavori sul set era stato richiesto di indossare scarpe per motivi di sicurezza.

## Filmografia

### Regista, sceneggiatore e produttore

#### Lungometraggi
- Fuori di testa (Bad Taste) (1987)
- Meet the Feebles (1989)

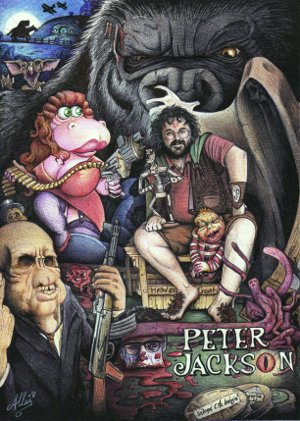
Illustrazione di Peter Jackson, circondato da personaggi dei suoi film

- Splatters - Gli schizzacervelli (Braindead) (1992)
- Creature del cielo (Heavenly Creatures) (1994)
- Sospesi nel tempo (The Frighteners) (1996)
- Il Signore degli Anelli - La Compagnia dell'Anello (The Lord of the Rings: The Fellowship of the Ring) (2001)
- Il Signore degli Anelli - Le due torri (The Lord of the Rings: The Two Towers) (2002)
- Il Signore degli Anelli - Il ritorno del re (The Lord of the Rings: The Return of the King) (2003)
- King Kong (2005)
- Amabili resti (The Lovely Bones) (2009)
- Lo Hobbit - Un viaggio inaspettato (The Hobbit: An Unexpected Journey) (2012)
- Lo Hobbit - La desolazione di Smaug (The Hobbit: The Desolation of Smaug) (2013)
- Lo Hobbit - La battaglia delle cinque armate (The Hobbit: The Battle of the Five Armies) (2014)

#### Documentari
- Forgotten Silver (1995) - mockumentary TV co-diretto con Costa Botes
- They Shall Not Grow Old - Per sempre giovani (They Shall Not Grow Old) (2018)
- The Beatles: Get Back (2021) - miniserie TV
- The Beatles: Get Back - The Rooftop Concert (2022)
- The Beatles: Now and Then - The Last Beatles Song (2023)

### Sceneggiatore
- Jack Brown Genius (1994)
- Macchine mortali (Mortal Engines), regia di Christian Rivers (2018)

### Produttore
- Jack Brown Genius (1994)
- District 9 (2009)
- Le avventure di Tintin - Il segreto dell'Unicorno (The adventures of Tintin - The secret of the Unicorn) (2011)
- West of Memphis (2012) - documentario
- Macchine mortali (Mortal Engines), regia di Christian Rivers (2018)
- They Shall Not Grow Old - Per sempre giovani (They Shall Not Grow Old) (2018) - documentario
- Il Signore degli Anelli - La guerra dei Rohirrim (The Lord of the Rings: The War of the Rohirrim), regia di Kenji Kamiyama (2024)

### Cortometraggi
- Crossing the Line (2008)

### Attore
- Fuori di testa (Bad Taste) (1987)
- Splatters - Gli schizzacervelli (Braindead) (1992) - cameo
- Creature del cielo (Heavenly Creatures) (1994) - cameo
- Il Signore degli Anelli - La Compagnia dell'Anello (The Lord of the Rings: The Fellowship of the Ring) (2001) - cameo non accreditato
- The Long and Short of It, regia di Sean Astin (2002) - cortometraggio
- Il Signore degli Anelli - Le due torri (The Lord of the Rings: The Two Towers), regia di Peter Jackson (2002)
- Il Signore degli Anelli - Il ritorno del re (The Lord of the Rings: The Return of the King), regia di Peter Jackson (2003) - cameo nell'edizione estesa
- King Kong, regia di Peter Jackson (2005) - cameo
- Hot Fuzz, regia di Edgar Wright (2007) - cameo
- Amabili resti (The Lovely Bones), regia di Peter Jackson (2009) - cameo
- Lo Hobbit - Un viaggio inaspettato (The Hobbit: An Unexpected Journey), regia di Peter Jackson (2012) - cameo
- Lo Hobbit - La desolazione di Smaug (The Hobbit: The Desolation of Smaug), regia di Peter Jackson (2013) - cameo
- Macchine mortali (Mortal Engines), regia di Christian Rivers (2018)

## Riconoscimenti
- Premio Oscar
  - 1995 - Candidatura per la miglior sceneggiatura originale per Creature del cielo
  - 2002 - Candidatura per il miglior film per Il Signore degli Anelli - La Compagnia dell'Anello
  - 2002 - Candidatura per il miglior regista per Il Signore degli Anelli - La Compagnia dell'Anello
  - 2002 - Candidatura per la miglior sceneggiatura non originale per Il Signore degli Anelli - La Compagnia dell'Anello
  - 2003 - Candidatura per il miglior film per Il Signore degli Anelli - Le due torri
  - 2004 - Miglior film per Il Signore degli Anelli - Il ritorno del re
  - 2004 - Miglior regista per Il Signore degli Anelli - Il ritorno del re
  - 2004 - Miglior sceneggiatura non originale per Il Signore degli Anelli - Il ritorno del re
  - 2010 - Candidatura per il miglior film per District 9

- Golden Globe
  - 2002 - Candidatura per il miglior film drammatico per Il Signore degli Anelli - La Compagnia dell'Anello
  - 2002 - Candidatura per il miglior regista per Il Signore degli Anelli - La Compagnia dell'Anello
  - 2003 - Candidatura per il miglior film drammatico per Il Signore degli Anelli - Le due torri
  - 2003 - Candidatura per il miglior regista per Il Signore degli Anelli - Le due torri
  - 2004 - Miglior drammatico per Il Signore degli Anelli - Il ritorno del re
  - 2004 - Miglior regista per Il Signore degli Anelli - Il ritorno del re
  - 2006 - Candidatura per il miglior regista per King Kong

- Premio BAFTA
  - 2002 – Miglior film per Il Signore degli Anelli - La Compagnia dell'Anello
  - 2002 – Miglior regista per Il Signore degli Anelli - La Compagnia dell'Anello
  - 2002 – Candidatura per la migliore sceneggiatura non originale per Il Signore degli Anelli - La Compagnia dell'Anello
  - 2003 – Candidatura per il miglior film per Il Signore degli Anelli - Le due torri
  - 2003 – Candidatura per il miglior regista per Il Signore degli Anelli - Le due torri
  - 2004 – Miglior film per Il Signore degli Anelli - Il ritorno del re
  - 2004 – Candidatura per il miglior regista per Il Signore degli Anelli - Il ritorno del re
  - 2004 – Migliore sceneggiatura non originale per Il Signore degli Anelli - Il ritorno del re

- Empire Award[49]
  - 2015 - Candidatura per il miglior regista per Lo Hobbit - La battaglia delle cinque armate

- Saturn Award[50]
  - 2015 - Candidatura per la miglior sceneggiatura per Lo Hobbit - La battaglia delle cinque armate

L'8 dicembre 2014 gli è stata conferita una stella sulla Hollywood Walk of Fame.

## Doppiatori italiani
- Tonino Accolla in Fuori di testa
- Martino Consoli in Fuori di testa (ridoppiaggio)